# آوانی گرج
آوانی گرج (انگلیسی: Avani Gregg؛ زادهٔ ۲۳ نوامبر ۲۰۰۲) چهره‌پرداز، تیک‌تاکر و از ستارگان اینترنت اهل ایالات متحده آمریکا است. وی از سال ۲۰۱۹ میلادی تاکنون مشغول فعالیت بوده‌است.
او برنده
جوایز شرتی به عنوان تیک‌تاکر سال ۲۰۱۹شد.
نام او در سال ۲۰۲۰، در لیست ۳۰ فرد زیر ۳۰ سال فوربز قرار گرفت.